# Mammillaria senilis
Mammillaria senilis (укр. Мамілярія стареча, мамілярія сеніліс) — сукулентна рослина з роду мамілярія (Mammillaria) родини кактусових (Cactaceae).

## Історія

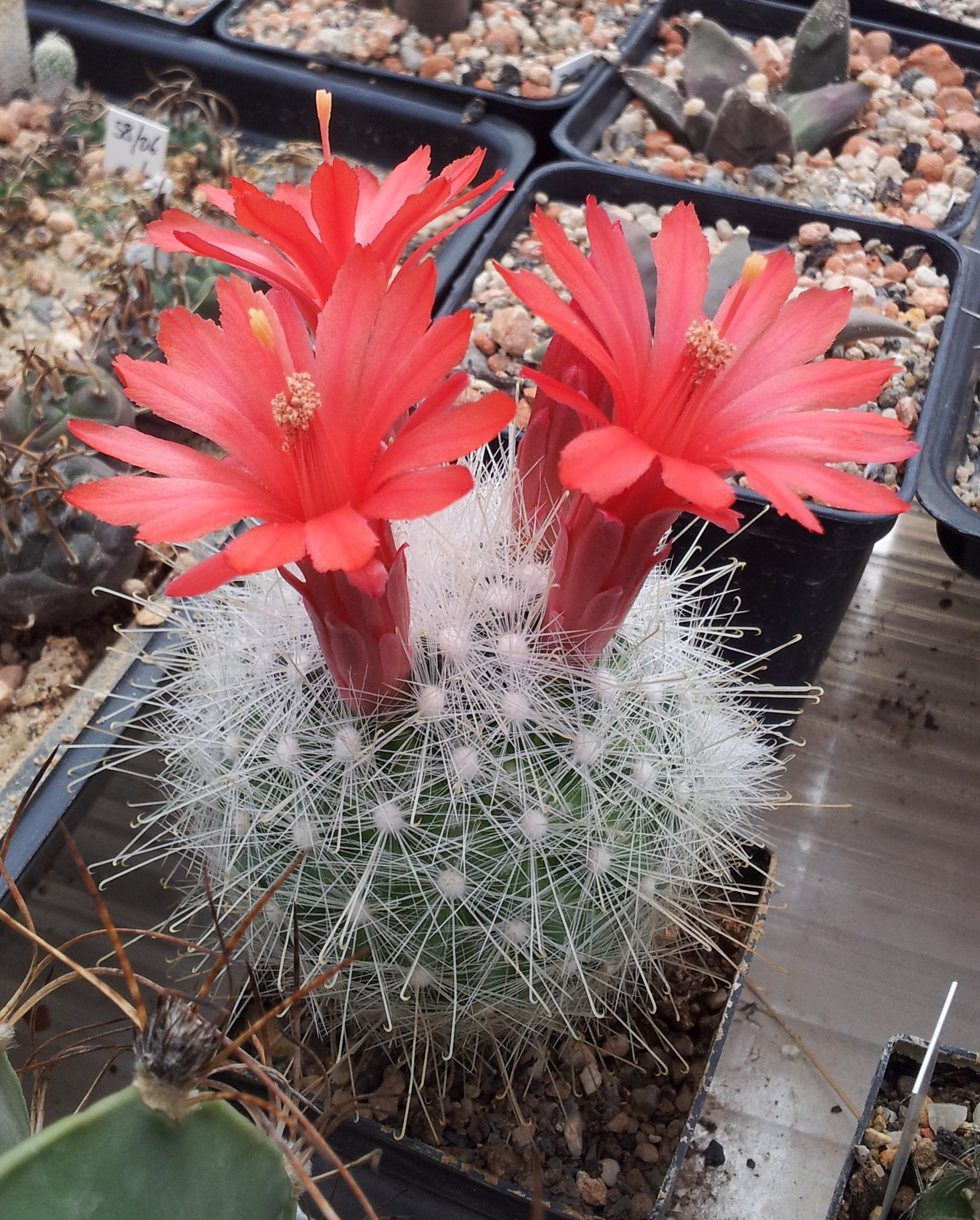
Цвітіння Mammillaria senilis

Вид вперше описаний Вид вперше описаний німецьким ботаніком, князем Йозефом Сальм-Райффершайдт-Діком (нім. Joseph zu Salm-Reifferscheidt-Dyck, 1773—1861) у 1850 році у виданні англ. «Cacteae in Horto Dyckensi Cultae» з назвою, запропонованою англійським ботаніком німецького походження, колекціонером тропічних рослин Конрадом Лоддиджзом (ісп. Conrad Loddiges, 1738—1826).

## Етимологія
Видова назва походить від лат. senilis — «стареча».

## Ареал і екологія
Mammillaria senilis є ендемічною рослиною Мексики. Ареал розташований у штатах Дуранго, Халіско, Чіуауа і Сіналоа. Рослини зростають на висоті від 2000 до 2800 метрів над рівнем моря.

## Морфологічний опис
| Орган              | Опис                                                               |
| Рослини            | утворюють групи.                                                   |
| Коріння            |                                                                    |
| Стебло             | кулясте до циліндричного, до 15 см заввишки, в діаметрі 10 см.     |
| Епідерміс          |                                                                    |
| Маміли             | конічні, тупі, без молочного соку.                                 |
| Ареоли             |                                                                    |
| Аксили             | з пухом і щетинками.                                               |
| Центральні колючки | 4-6, білі з жовтими кінцями, по одній верхній і нижньій з гачками. |
| Радіальні колючки  | 30-40, тонкіші ніж центральні, білі, до 20 мм завдовжки.           |
| Квіти              | оранжево-червоні, завдовжки 60-70 мм, в діаметрі 55-60 мм.         |
| Бутони             |                                                                    |
| Зовнішні пелюстки  |                                                                    |
| Внутрішні пелюстки |                                                                    |
| Тичинки            | тонкі, лускаті, до 4 см завдовжки.                                 |
| Маточка            |                                                                    |
| Плоди              | сріблясто-червоні до зеленувато-білих.                             |
| Насіння            | чорне.                                                             |

## Чисельність, охоронний статус та заходи по збереженню
Mammillaria senilis входить до Червоного списку Міжнародного союзу охорони природи видів, з найменшим ризиком (LC).
Mammillaria senilis кваліфікується до категорії «з найменшим ризиком» через велику кількість субпопуляцій на великій території і через велику кількість рослин, де спостерігається деяке тривале зниження. Кількість субпопуляцій робить запобіжні заходи низьким пріоритетом. За оцінками, цей вид налічує понад 10 000 особин. Площа розміщення становить понад 60 000 км². Незаконне збирання являє невелику загрозу для цього виду.
У Мексиці ця рослина занесена до Національного переліку видів, що перебувають під загрозою зникнення, де вона включена до категорії «загрозливих».
Охороняється Конвенцією про міжнародну торгівлю видами дикої фауни і флори, що перебувають під загрозою зникнення (CITES).

## Використання та торгівля
Вид використовується як декоративний, рослини видобувають нелегально з диких популяцій.
У 1899 році американський ботанік Джозеф Нельсон Роуз (англ. Joseph Nelson Rose, 1862—1928) писав, що Mammillaria senilis є однією з наймогутніших церемоніальних рослин племені Тараумара. Деякі аборигени цього племені так поважали і боялися цю рослину, що довго не наважувалися збирати її для Роуза.

## Утримання в культурі
У культурі вид нескладний, стабільно зростає, починає кущитися після досягнення розміру 9 — 10 см, і утворює велику колонію, здатну розроститися до 40 см за 10 — 12 років. У помірному икліматі цвіте не у всіх любителів, вимогливий до освітлення, особливо взимку, коли формуються бутони.
У культурі зустрічається білоквіткова форма, заявлена Стівеном Браком з Топії(штат Дуранго), яку він знайшов серед домінуючої червоноквіткової форми.

## Систематика
Рослина має нетипові для роду квітки, тому багато фахівців поділяють думку, що цей вид слід виділити з роду Mammillaria.
Американські ботаніки Натаніель Лорд Бріттон (англ. Nathaniel Lord Britton, 1859—1934) і Джозеф Нельсон Роуз у 1923 році у своїй монографії англ. «The Cactaceae; descriptions and illustrations of plants of the cactus family» запропонували назву Mamillopsis на родовому рівні, і вона все ще широко використовується.